# Karpenhalli, Madhugiri
Karpenhalli là một làng thuộc tehsil Madhugiri, huyện Tumkur, bang Karnataka, Ấn Độ.